# Alain Badiou
Alain Badiou, född 17 januari 1937 i Rabat, Marocko, är en fransk filosof, professor emeritus i filosofi vid École Normale Supérieure (ENS).

## Biografi
Alain Badiou fick sin utbildning i filosofi vid ENS (1956–1961) och studerade vid Sorbonne. Därtill var han mycket intresserad av matematik. Redan i unga år blev han politiskt aktiv, och blev medlem av PSU, ett utbrytarparti av Franska Kommunistpartiet. PSU var i första hand engagerat i avkolonialiseringen av Algeriet. 1964 skrev han sin första roman, och 1967 gick han med i en studiecirkel som anordnades av filosofen Louis Althusser och blev i tilltagande grad påverkad av psykoanalytikern Jacques Lacan.
Majrevolten 1968 hade ett avgörande inflytande på Badiou. Generellt politiserade revolten den intellektuella världen och för Badiou innebar det att hans politiska övertygelse om den yttersta vänstern fick ny näring, och han fortsatte att organisera kommunistiska och maoistiska grupper som UCFML. 1969 fick han en tjänst vid fakulteten vid Paris universitet (Vincennes-Saint Denis), som var en plattform för kontrakulturella idéer. Där deltog han i stridiga debatter med Gilles Deleuze och Jean-François Lyotard, vilkas vänsterfilosofi han bedömde som ohälsosamma uttryck för en urvattnad marxism.
1988 skrev han det som hittills varit hans huvudverk, L'être et l'événement, och 1999 utnämndes han till professor vid ENS. Han är dessutom verksam vid ett flertal institutioner som  European Graduate School och Collège International de Philosophie. Han är medlem av "L'Organisation Politique" som han grundade tillsammans med några maoistiska kamrater från UCFML 1985.
Hans filosofiska verk kretsar kring politisk teori, sanningsbegreppet, fiktionalism och estetik.